# Église Saint-Jean-Baptiste de Castelnaudary
L'église Saint-Jean-Baptiste est une église située en France sur la commune de Castelnaudary, dans le département de l'Aude en région Occitanie.
Elle fait l'objet d'une inscription au titre des monuments historiques depuis le 8 janvier 2007.

## Localisation
L'église est située sur la commune de Castelnaudary, dans le département français de l'Aude.

## Historique
L'édifice est inscrit au titre des monuments historiques en 2007. Il a subi une restauration terminé en 2016.